# Canguaretama (ort)
Canguaretama är en ort i Brasilien.   Den ligger i kommunen Canguaretama och delstaten Rio Grande do Norte, i den östra delen av landet, 1 700 km nordost om huvudstaden Brasília. Canguaretama ligger 6 meter över havet och antalet invånare är 18 873.
Terrängen runt Canguaretama är huvudsakligen platt. Canguaretama ligger nere i en dal. Canguaretama är det största samhället i trakten.
Omgivningarna runt Canguaretama är en mosaik av jordbruksmark och naturlig växtlighet. Runt Canguaretama är det ganska glesbefolkat, med 32 invånare per kvadratkilometer.